# LUX:NM
Das Ensemble LUX:NM ist ein Spezialensemble für Neue Musik.
Gegründet wurde es 2010 in Berlin von der Saxophonistin Ruth Velten und der Akkordeonistin Silke Lange. Zum Ensemble gehören mehrere ständige Solisten sowie eine Reihe wechselnder Gastmusikerinnen und Gastmusiker. LUX:NM tritt als undirigiertes Ensemble auf. Das Arbeitsfeld umfasst u. a. Kammermusikkonzerte, Performances, Installationen und Musiktheater.

## Mitglieder
- Ruth Velten – Saxophon
- Silke Lange – Akkordeon
- Florian Juncker – Posaune
- Vitaliy Kyianytsia – Klavier
- Malgorzata Walentynowicz – Klavier (bis 2018)
- Wolfgang Zamastil – Violoncello (†)
- Beate Altenburg – Violoncello
- Andreas Voss – Violoncello (bis 2018)
- Zoé Cartier – Violoncello
- Lukas Böhm – Schlagzeug
- Martin Offik – Klangregie

## Diskografie
- 2013/DUX – Porträt-CD Agnieska Stulginska
- 2015/Wergo – Porträt-CD Johannes Kreidler / Deutscher Musikrat
- 2016/GENUIN – LUXUS (GEN 16443) mit Werken von Paul Frick, Gordon Kampe, Steingrímur Rohloff, Maximilian Marcoll und Sarah Nemtsov
- 2018/GENUIN – STRANDGUT (GEN 18628) mit Werken von Gordon Kampe, Yair Klartag, Philipp Maintz, Birke Bertelsmeier und Vassos Nicolaou
- 2018/Wergo – Neolithic Brass (WER 64202) Porträt-CD Steffen Krebber / Deutscher Musikrat mit dem Werk Obdach/ /Wohnung
- 2021/GENUIN - DARK LUX (GEN 21744) mit Werken von Gordon Kampe, Jan Brauer, Carlo Gesualdo da Venosa, Sarah Trilsch (Autorin)

## Auszeichnungen
- 2017 wurde das Debütalbum LUXUS (GEN 16443) vom Preis der deutschen Schallplattenkritik auf der Bestenliste 1/2017 in der Kategorie Zeitgenössische Musik ausgezeichnet. Marita Emigholz für die Jury: „‚Wir erlauben uns Luxus‘, so steht es im Booklet dieser achtenswerten CD zu lesen, die stolz fünf Ersteinspielungen neu komponierter Werke präsentiert. Das seit 2010 bestehende Ensemble LUX:NM, ansässig in Berlin, setzt auf intensive Zusammenarbeit mit Musikern und Komponisten und beweist mit seinem Debut-Album, dass das enge Zusammenspiel von Komposition und Interpretation wunderbare Früchte tragen kann. Vier dieser fünf durchwegs aussagekräftigen Stücke sind eigens für dieses Projekt entstanden, sie alle profitieren von der spielerischen Kompetenz des Ensembles: purer Luxus!“[1]
- LUXUS steht auf der Longlist der Jahrespreise 2017 vom Preis der deutschen Schallplattenkritik.[2]
- STRANDGUT steht auf der Longlist der nominierten Titel der Bestenliste 1/2019 vom Preis der Deutschen Schallplattenkritik in der Kategorie Zeitgenössische Musik.[3]
- STRANDGUT wird im Jahr 2020 in der Kategorie Contemporary Music für den International Classical Music Award (ICMA) nominiert.[4]